# 瓜地馬拉國歌
《危地马拉国歌》由何塞‧华金‧帕尔马（José Joaquín Palma）作詞，拉斐尔‧阿尔瓦雷斯‧奥瓦耶（Rafael Álvarez Ovalle）作曲，在官方的国歌竞赛中胜出。作为中美洲博览会的重头戏，于1897年3月14日晚上在科隆剧场首演。作曲者被授予金质奖章和荣誉证书，但当时无法知道作词者是谁，直到1911年人们才知道他是古巴诗人何塞·华金·帕尔马，并为临终的他戴上了银质花圈。
1934年，西班牙语语法学者何塞·马里亚·博尼亚·卢瓦诺教授对歌词作了轻微改动，使血腥的文字变得温和，增强了诗体的美感。
全歌有八节，每两节后有一段副歌。与其它很多有多段落的国歌不同，歌词所有段落都是正式的。有时，本曲亦以首句歌词“幸福的危地马拉”（¡Guatemala Feliz!）为题，但这不是正式名称。

## 歌詞

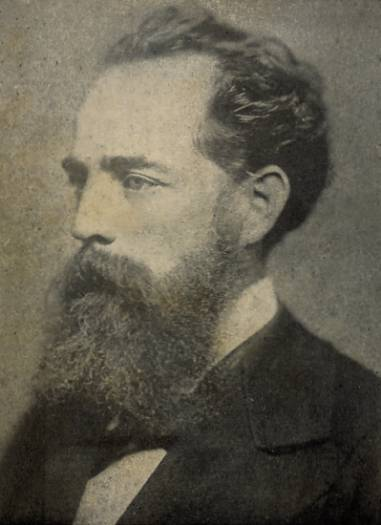
何塞·华金·帕尔马

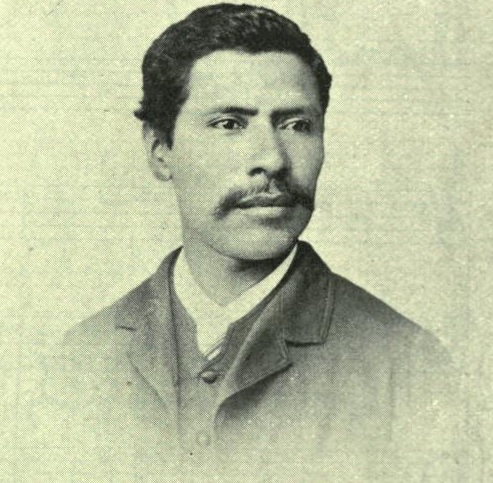
拉斐尔‧阿尔瓦雷斯‧奥瓦耶

## 外部連結
- Escucha y Guarda el Himno Nacional de Guatemala[永久]
- 危地马拉共和国国歌 （页面存档备份，存于）
- 钢琴谱 （页面存档备份，存于）